# 北陈郡
北陈郡，中国南北朝时设置的郡。
北齐改北梁郡置北陈郡，属于合州，治所在今安徽省合肥市西，下辖北蒙县、北陈县。辖境相当今安徽省合肥、肥东县、肥西县等地。不久后废除。
南朝梁置北陈郡，属于扬州，治所在长平县（今安徽寿县一带）。下辖长平县一县。辖境相当今安徽省寿县一带。后被东魏占领，北齐划入西华县，北周沿置，隋文帝开皇三年（583年）废北陈郡，下辖诸县归属扬州。